# Salpinctes obsoletus
Salpinctes obsoletus là một loài chim trong họ Troglodytidae.